# Mocambo
Mocambo fue una revista española de historietas de aventuras publicada por Ediciones Metropol en 1983, de muy breve existencia (tan solo dos números).

## Contenido
| Números | Título                       | Guionista                    | Dibujante               | Tipo             | Procedencia  |
| ------- | ---------------------------- | ---------------------------- | ----------------------- | ---------------- | ------------ |
| 1-2     | Crónicas                     | Miguel Ángel Aparicio        | Leopoldo Sánchez        | Serie            |              |
| 1-2     | El último héroe              | Jordi Bernet                 | Jordi Bernet            | Serie            |              |
| 1-2     | Casi en el fin del mundo     | A. Z. Minor, T. Valerii      | Enrique Breccia         | Serie            | E.P.C., 1982 |
| 1-2     | Nuestro hombre en Banana     | Martín Mazzei, Carlos Trillo | Félix Saborido          | Serie            |              |
| 1       | La larga noche de Cerbiçonne | José Ortiz                   | José Ortiz              | Historieta breve |              |
| 1       | El hombre medicina           | Paolo Eleuteri Serpieri      | Paolo Eleuteri Serpieri | Historieta breve | E.P.C., 1982 |
| 1-2     | Dan Lacombe                  | Miguel Cussó                 | Jordi Bernet            | Serie            |              |
| 2       | Recordad El Álamo            | José Ortiz                   | José Ortiz              | Historieta breve |              |

El segundo número incluyó un análisis de Salvador Vázquez de Parga sobre Indiana Jones, que prometía ser el primero de una serie sobre los héroes de la aventura.